# Мисато (Мияги)
Мисато (яп. 美里町 Мисато-мати) — посёлок в Японии, находящийся в уезде Тода префектуры Мияги. Площадь посёлка составляет 75,06 км², население — 25 239 человек (31 июля 2014), плотность населения — 336,25 чел./км².

## Географическое положение
Посёлок расположен на острове Хонсю в префектуре Мияги региона Тохоку. С ним граничат города Хигасимацусима, Исиномаки, Осаки и посёлки Вакуя, Мацусима.

## Население
Население посёлка составляет 25 239 человек (31 июля 2014), а плотность — 336,25 чел./км². Изменение численности населения с 1980 по 2005 годы:
| 1980 | 28 152 чел. |  |
| 1985 | 28 862 чел. |  |
| 1990 | 28 164 чел. |  |
| 1995 | 27 980 чел. |  |
| 2000 | 27 395 чел. |  |
| 2005 | 26 329 чел. |  |

## Символика
Деревом посёлка считается роза, цветком — Benthamidia florida.